# Gustavo Bonatto Barreto
Gustavo Bonatto Barreto (* 10. Dezember 1995 in Nova Prata) ist ein brasilianischer Fußballspieler. Der Rechtsfuß spielt vorwiegend im defensiven Mittelfeld.

## Karriere
Barreto startete seine Laufbahn beim Criciúma EC. Hier lief er bereits für die Jugendmannschaften des Klubs auf und schaffte 2014 den Sprung in den Profikader. Am 23. November 2014 spielte im Série A gegen Flamengo Rio de Janeiro, bis er in der 79. Minute ausgewechselt wurde. In der Folgesaison spielte man 2015 in der Serie B. Der Spieler erreichte mit der Mannschaft den 12. Platz. In der Folge kam Barreto zu regelmäßigen Einsätzen. Nach der Austragung Staatsmeisterschaft von Santa Catarina, in welcher Baretto zwölf Spiele bestritt, wurde er zur Série A 2018 bis Jahresende 2018 an Chapecoense ausgeliehen.
Am Ende der Saison schloss sich seine nächste Leihe an. Für 2019 wurde er an Red Bull Brasil ausgeliehen. Durch die Übernahme des CA Bragantino (seit 2020 Red Bull Bragantino) durch Red Bull im April 2019 und die Zusammenlegung der Kader von RB Brasil und CA Bragantino, spielte Baretto die Meisterschaftsrunde 2019 in der Série B. In der Série B 2019 konnte Bragantino die Meisterschaft und damit den Aufstieg in die Série A. Barreto trat hierbei in 27 Spielen an. In der Staatsmeisterschaft von São Paulo 2020 lief Barreto noch regelmäßig für Bragantino auf. In der Série A 2020 kam er dann nur noch zu wenigen Einsätzen.
Im Oktober wechselte Barreto vorzeitig zu AA Ponte Preta Die Leihe wurde befristet bis zum Ende der Staatsmeisterschaft von São Paulo 2021. Mit Ponte Preta trat er in der Série B 2020 und erreichte den siebten Platz. Mit dem Klub bestritt er 2021 noch die Austragung der Staatsmeisterschaft. Danach verließ er diesen. Barreto kehrte aber nicht zu seinem Stammklub zurück, sondern wurde weiterhin ausgeliehen. Er kam nach Rio de Janeiro zum Botafogo FR. Die Leihe wurde bis zum Ende des Jahres befristet. Mit dem Klub trat Baretto in der Série B 2021 an. Diese konnte am Saisonende als Meister abgeschlossen werden. Dabei bestritt 31 Spiele (kein Tor).
Im Januar 2022 unterzeichnete Barreto einen Zweijahresvertrag mit Botafogo. Der Vertrag sah eine Aufteilung der wirtschaftlichen Rechte von 30 % für Botafogo und 70 % für Criciúma vor. Eine Ablösesumme wurde nicht gezahlt. Dafür wurde festgehalten, dass Botafogo den Spieler bei Vorlage eines Angebotes durch einen anderen Klub an diesen abgeben müsse, es sein denn, Botafogo würde ein gleichwertiges abgeben. Im September wurde Barreto nach Belgien an den RWD Molenbeek verkauft, welcher sich wie Botafogo im Eigentum des US-amerikanischen Unternehmers John Textor befindet. Der Kontrakt erhielt eine Laufzeit über ein Jahr, mit der Option auf die Verlängerung um ein weiteres. Mit ihm wechselten vier weitere Spieler (Luís Oyama, Ênio, Rikelmi, Juninho) nach Belgien, diese allerdings alle auf Basis von Ausleihen. Noch im selben Monat folgte Vinícius Lopes. Barreto konnte mit den Belgiern die Division 1B 2022/23 gewinnen. Hierbei wurde er in 20 Spielen (ein Tor) eingesetzt, hinzu kamen zwei Pokalspiele. Nach Abschluss der Saison nahm der Klub die Option auf die Vertragsverlängerung nicht wahr.
Barreto kehrte in seine Heimat zurück. Hier unterzeichnete er einen Kontrakt bei seinem Jugendklub Criciuma. In der Série B 2023 bestritt er elf Spiele (kein Tor). Der Klub belegte am Saisonende im Dezember den dritten Platz und erhielt damit die Startberechtigung für die Série A 2024. Zunächst gewann Barreto mit Criciuma die Staatsmeisterschaft von Santa Catarina 2024 und die Recopa Catarinense. Zum Abschluss der Série A 2024 belegte man den 18. Platz und man musste direkt wieder absteigen.

## Erfolge
Bragantino
- Série B: 2019

Botafogo FR
- Série B: 2021

RWD Molenbeek
- Division 1B: 2022/23

Criciúma
- Staatsmeisterschaft von Santa Catarina: 2024
- Recopa Catarinense: 2024